# دولوريس كاكوانغو

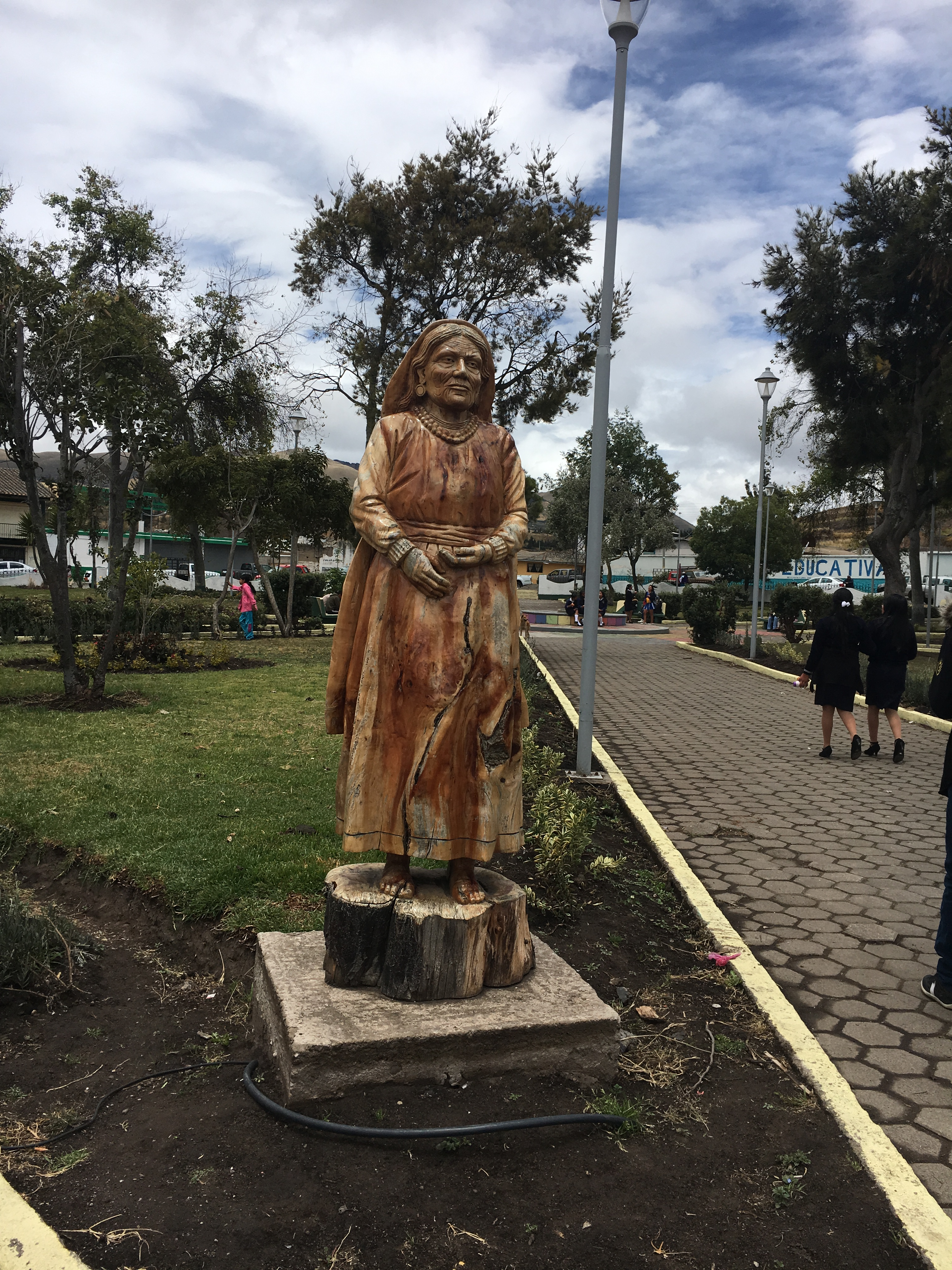
دولوريس كاكوانغو

عرفت دولوريس كاكوانغو من الإكوادور باسم ماما دولو ورائدة في الكفاح من أجل حقوق السكان الأصليين والمزارعين في الإكوادوروكانت شخصية بارزة في الساحة السياسية ومن أوائل الناشطات النسويات بين ثلاثينيات وستينيات القرن الماضي في الإكوادور، وفي عام 1944أسست «اتحاد هنود الإكوادوري بين» (إكواتوريانا دي إنديوس (FEI)) بمساعدة الحزب الشيوعي الإكوادوري.

## سيرة حياتها
ولدت دولوريس كاكوانغو في عام 1881 في سان بابلو أوركو بمنطقة إقطاعية بالقرب من كايامبي، الإكوادور، وكان والديها من السكان الأصليين الذين أطلق عليهم اسم المشاة (peones concierto)، ويقلل أنهم من الذين عملوا دون أجر في العقارات، وقد نشأت مع والديها، ولم تتمكن من الوصول إلى التعليم بسبب نقص المرافق، وعندما كانت في الخامسة عشرة من عمرها عملت خادمة في منزل السيد وتأثرت بعدم المساواة بين الظروف المعيشية بين السيد والخدم. لم تتعلم دولوريس القراءة والكتابة قط، وكان هذا أحد الدوافع الأولى التي شجعتها على تحسين تعليم المواطنين، تعلمت الإسبانية هناك في كيتو (المستعمرة)حيث عملت خادمة في سن مبكرة.

## أنشطتها وأدوارها
في عام 1930، كان كاكوانغو أحد قادة الإضراب التاريخي لعمال المزارع في كايامبه، وكان هذا الإضراب نقطة تحول للسكان الأصليين والفلاحين في تأكيد حقوقهم. وأصبح فيما بعد موضوعًا لإحدى روايات الكاتب الإكوادوري خورخي إيكازا (1934). قادت كاكوانغو شخصيا خلال ثورة مايو 1944 في الإكوادور هجوما على قاعدة عسكرية حكومية، برفقة صديقها الناشط ترانسیتو أماغوانيا، وأسست اتحاد الشعوب الأصلية في الإكوادور (FEI)، والتي كانت واحدة من أولى المنظمات التي طالبت وتناضل من أجل حقوق ومكانة السكان الأصليين.
بينما لم تتلق كاكوانغو أي تعليم رسمي أبدا، فقد انضم إلى آخرين في إنشاء أول مدارس ثنائية اللغة للهنود الحمر وإدراكا منه للظروف المأساوية التي عانى منها أبناء السكان الأصليين في المدارس، أنشأت في النهاية مدارس ثنائية اللغة حيث درسوا باللغتين الإسبانية ولغة كيتشوا الأصلية، وتأسست هذه المدارس في منطقة كايامبي عام 1945، واقترحت  كاكوانغو أن تقوم هذه المدارس بتعليم الطلاب القراءة باللغتين، وعملت مدارسها لمدة 18 عاما لكن الحكومة العسكرية أغلقتها في عام 1963 واصفة إياها بأنها بؤرا شيوعية.
في 26 أكتوبر 2020، احتفلت Google بعيد ميلاد دولورس رقم 139 باستخدام رسومات شعار Google المبتكرة.

## الموت والإرث
دولوريس كاكوانغو، أو ماما دولو الاسم الذي كانت معروفة من قبل الآخرين، توفيت في عام 1971، وقد درس ابنها  كاتوكومبا كاكوانجو لويس من (مواليد 1924)  في مدرسة السكان الأصليين ياناهوايكو من عام 1945 إلى عام 1963 عندما أغلقت حكومة المجلس العسكري المدارس.
وفي عام 1988 أقرت وزارة التعليم بالحاجة إلى تحسين تعليم السكان الأصليين في الإكوادور.